# Kırkpınar, Yıldızeli
Kırkpınar là một xã thuộc huyện Yıldızeli, tỉnh Sivas, Thổ Nhĩ Kỳ. Dân số thời điểm năm 2011 là 43 người.